# کبک گونه‌سفید
کبک گونه‌سفید (نام علمی: Arborophila atrogularis) نام یک گونه از سرده کبک‌های تپه است.